# 江川横町
江川横町（えがわよこまち）は、愛知県名古屋市西区にあった地名。当地域の人口は108世帯、361人（1975年当時）。

## 地理
江川右岸に位置した。東は江川端町、西は柳町、南は台所町、北は上名古屋村に接していた。

### 河川
- 江川

## 歴史

### 地名の由来
町域の東端に流れていた江川との位置関係により命名されたと考えられる。

### 沿革
- 柳町の東隣に開発されたことから、柳町新地と称していたが、後に江川南ノ筋・江川中ノ筋・江川北ノ筋・鏡島前と分かれる[1]。
- 1878年（明治11年）12月28日[2] - 江川南ノ筋・江川中ノ筋・江川北ノ筋・鏡島前が合併し、名古屋区江川横町となる[1]。
- 1908年（明治41年）4月1日[2] - 名古屋市西区江川横町となる[1]。
- 1927年（昭和2年） - 現代パチンコ台の原点となった「正村ゲージ」を開発した正村竹一が江川横町44番地にガラス商として「正村竹一商店」を開業した[3]。
- 1946年（昭和21年）5月30日 - 正村竹一が戦争の影響により休業を余儀なくされていたパチンコ店を江川横町1丁目44番地において「浄心遊技場」として移転再開[4]。「西税務所管内パチンコ営業者一覧表」によれば、従業員はなく、家族7人、20台での営業とあるという[5]。
- 1980年（昭和55年）10月12日[2] - 花の木1～3丁目・城西2～5丁目・浄心1～2丁目となり消滅[1]。

## 史跡
- 岡田直宅址

江戸時代の漢学者である岡田直宅跡が当町内に所在した。岡田は弘化年間に上宿忠孝堂において漢学を教えたという。
- 竹内修敬宅址

江戸時代から明治初年の算学者である竹内修敬宅址が当町内に所在した。竹内は内田五観に師事し、明倫堂において算学を教えたという。